# كسفريت
كسفريت إحدى قرى مركز فايد التابع لمحافظة الإسماعيلية بجمهورية مصر العربية.